# Раймісто
Раймі́сто — село в Україні, у Луцькому районі Волинської області. Входить до складу Доросинівської сільської громади. Населення становить 235 осіб.

## Географія
Селом протікає річка Стохід.

## Історія
У 1906 році село Щуринської волості Луцького повіту Волинської губернії. Відстань від повітового міста 37 верст, від волості 4. Дворів 36, мешканців 255.

## Населення
Згідно з переписом УРСР 1989 року чисельність наявного населення села становила 240 осіб, з яких 105 чоловіків та 135 жінок.
За переписом населення України 2001 року в селі мешкало 217 осіб.

### Мова
Розподіл населення за рідною мовою за даними перепису 2001 року:
| Мова       | Відсоток |
| ---------- | -------- |
| українська | 99,57 %  |
| білоруська | 0,43 %   |